# Нога (фільм)
«Нога» — радянський художній фільм Микити Тягунова 1991 року про наслідки афганської війни. Основою сценарію стало однойменне оповідання Вільяма Фолкнера, інтерпретоване кінодраматургом Надією Кожушаною.

## Сюжет
Валера Мартинов на прізвисько Мартин, разом зі своїм другом, Рудим, прямо зі студентської лави потрапляють на службу в Таджикистан, в навчальний полк. За провокації на політзаняттях вони отримують наказ зарити стовп з табличкою на віддаленій дорозі. По дорозі Мартин і Рудий дуріють (співають текст «Божественної комедії» Данте на мотив військового маршу). Поруч розташовується будинок, де живуть місцеві: красуня Камілла і її брат, який запрошує хлопців на обід. Між Мартином і Каміллою виникає закоханість.
Літо 1980 року. В Афганістані Мартин з групою бійців їде на БМП — посередині дороги вони бачать дерев'яний ящик. Мартин з'ясовує у хлопців, з ким пішов сьогодні Рудий, ніхто не знає. Рудий завжди стріляв не по противнику, а в повітря. На ящику Мартин бачить напис «бакшиш шураві» (подарунок радянським солдатам), в таких ящиках «дарували» розчленовані тіла радянських солдатів. Мартин бачить Рудого. Зопалу (хитрістю захопивши БМП) Мартин мстить, руйнуючи мирний кишлак і сам горить в БМП. Група солдатів його наздоганяє, витягує з палаючої машини. У госпіталі Мартину ампутують ногу.
Після війни і госпіталю Мартин стає іншою людиною. У ньому немає більше зла, але немає і минулої чарівності. І тепер йому здається, що його Нога матеріалізувалася, вона жива, вона стала вбивцею. Він просить примару Рудого, яка постійно являється йому, знайти Ногу, вбити і поховати її. Мартин заздрить Рудому тому, що перш ніж померти, той нікого не вбив. Вийшовши з госпіталю, отримавши експериментальний протез, Мартин поселяється в першому-ліпшому місті — їм стає місто Рибінськ, де він поселяється на вулиці Танкістів, будинок 4. До нього приїжджає відвідати його старший брат, який бачить, як змінився молодший, став калікою у всіх сенсах. Після їх зустрічі у брата трапляється істерика.
Тим часом виявилося, що Камілла вбита, і в її речах знайдена фотографія Мартина, з нахабним поглядом і вульгарним підписом. Жителі розповідають, що чули характерний сміх Мартина недалеко від місця, де вона була убита. Мартина залучають до слідства, але у нього є алібі — у той час він лежав у госпіталі. Брат Камілли знаходить Мартина і намагається помститися йому, від ножа Мартина рятує тільки протез, об який брат спотикається. Мартин переконався у тому, що Нога — його двійник — дійсно жива, тому що вона творить зло. Мартин збирається і їде з міста, повертається в Таджикистан, на місце, де жила і була вбита Камілла. У фіналі фільму він зустрічається зі своїм двійником, втіленням зла, один на один.

## У ролях
- Іван Охлобистін (під псевдонімом Іван Чужий) — Валерій Петрович Мартинов (Мартин), двійник Мартина
- Петро Мамонов — Микола, брат Мартина
- Іван Захава — Рудий
- Наталія Петрова — Камілла
- Фархад Махмудов — брат Камілли
- Людмила Ларіонова — сусідка тітка Люда
- Шералі Абдулкайсов — слідчий
- Оксана Мисіна — співробітниця Анжеліка
- Олена Гольянова — медсестра в госпіталі
- Наталія Каширіна — медсестра в госпіталі
- Надія Кожушана — медсестра в госпіталі

## Знімальна група
- Сценарист: Надія Кожушана
- Режисер: Микита Тягунов
- Оператор: Сергій Любченко
- Композитор: Олег Каравайчук
- Продюсер: Олександр Михайлов
- Директор: Ренат Давлет'яров
- Художники: Микола Сахаров, Володимир Єрофєєв
- Монтаж: Віра Остринська
- Звукооператор: Юрій Галяткін